# Colegiata de San Orso

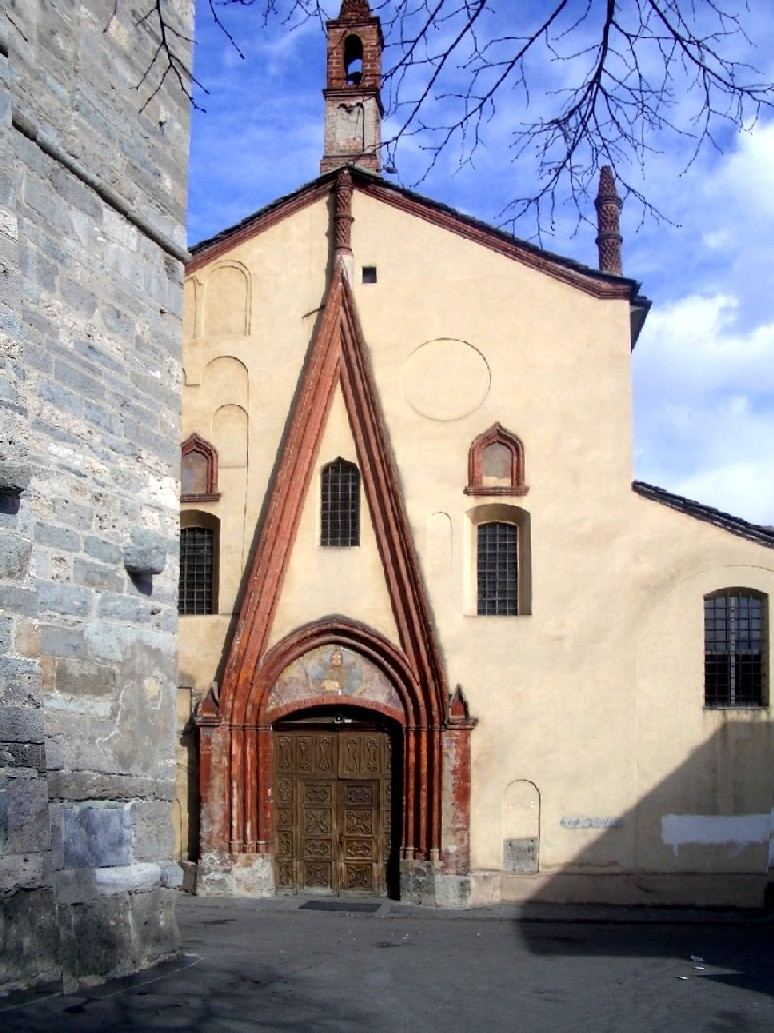
Vista de la iglesia colegiata.

La Colegiata de San Orso (en francés: Collégiale de Saint-Ours, en italiano: Collegiata di Sant'Orso), situada en Aosta, Italia es, junto con la catedral de Aosta uno de los templos de arte románico más importantes de la región.

## Historia
La construcción de la iglesia colegiata -dedicada a los santos Pedro y Orso- se produjo en tiempos de Anselmo quien fuera obispo de Aosta entre el año 994 y el 1025 (no es el mismo Anselmo que es santo y filósofo católico). Se trataba de una iglesia románica de tres naves, con paredes totalmente pintadas con frescos. Fue construida sobre los restos de una basílica paleocristiana y de otra posterior de época carolingia. Del período anselmiano se conservan -además de los muros y pilares- la cripta y los frescos, ejemplos de arte otoniano, colocados en la parte superior de la nave central, cubiertos en buena parte por las bóvedas.
La construcción del claustro románico, historiado con capiteles se realizó en los años inmediatamente sucesivos al 1133, como atestigua la inscripción de uno de los capiteles:
Este texto indica el inicio efectivo de la vida comunitaria pues ya se había obtenido respuesta positiva para la solicitud elevada al Papa Inocencio II por el obispo de Aosta, Heriberto (canónico regular de San Agustín del capítulo de Abondance), con el fin de poder fundar una comunidad religiosa agustina en la congregación de San Orso.
Los arcos y las bóvedas del claustro son fruto de trabajos posteriores, realizados en la época del prior Georges de Challand (1468-1509), con excepción de uno de los lados menores que fue reconstruido en el siglo XVIII.
En aquella época toda la iglesia fue sometida a una remodelación que le dio el aspecto tardo-gótico que todavía conserva. Se edificó también el Priorado, formado por tres cuerpos de fábrica en estilo renacimental, reunidos en ángulo y con una torreta octagonal.
El campanil románico está aislado. La parte inferior se puede datar en el siglo XII y está formada por enormes piedras que fueron arrancadas a monumentos romanos. La parte superior es del siglo XIII. El reloj existía ya en 1642.

## Obras de arte

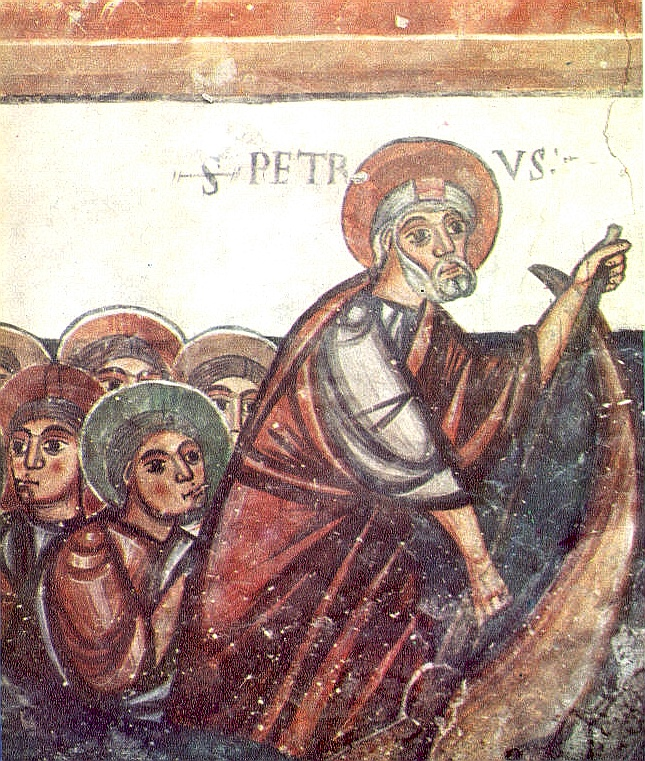
San Pedro en el lago de Genesaret, fresco del.

La colegiata de San Orso custodia una amplia colección de obras artísticas. 
- Del período de la iglesia anselmitana quedan fragmentos de un ciclo de frescos del siglo XI. Constituyen -junto con los sucesivos del mismo estilo que se encuentran en el techo de la Catedral de Aosta- uno de los testimonios más antiguos de la pintura románica del período otoniano, y permiten imaginar el aspecto de la nave, rica en escenas de la vida de los apóstoles.
- El mosaico del siglo XII tiene teselas blancas y negras. Está colocado bajo el presbiterio y fue descubierto durante las excavaciones realizadas en el año 1999. Representa, en el medallón central, la escena de Sansón que mata al león. Curiosamente la figura está rodeada por un texto con las palabras del cuadrado de Sator: ROTAS OPERA TENET AREPO SATOR, palabras que, dispuestas aquí en círculo, dan origen a un palíndromo.

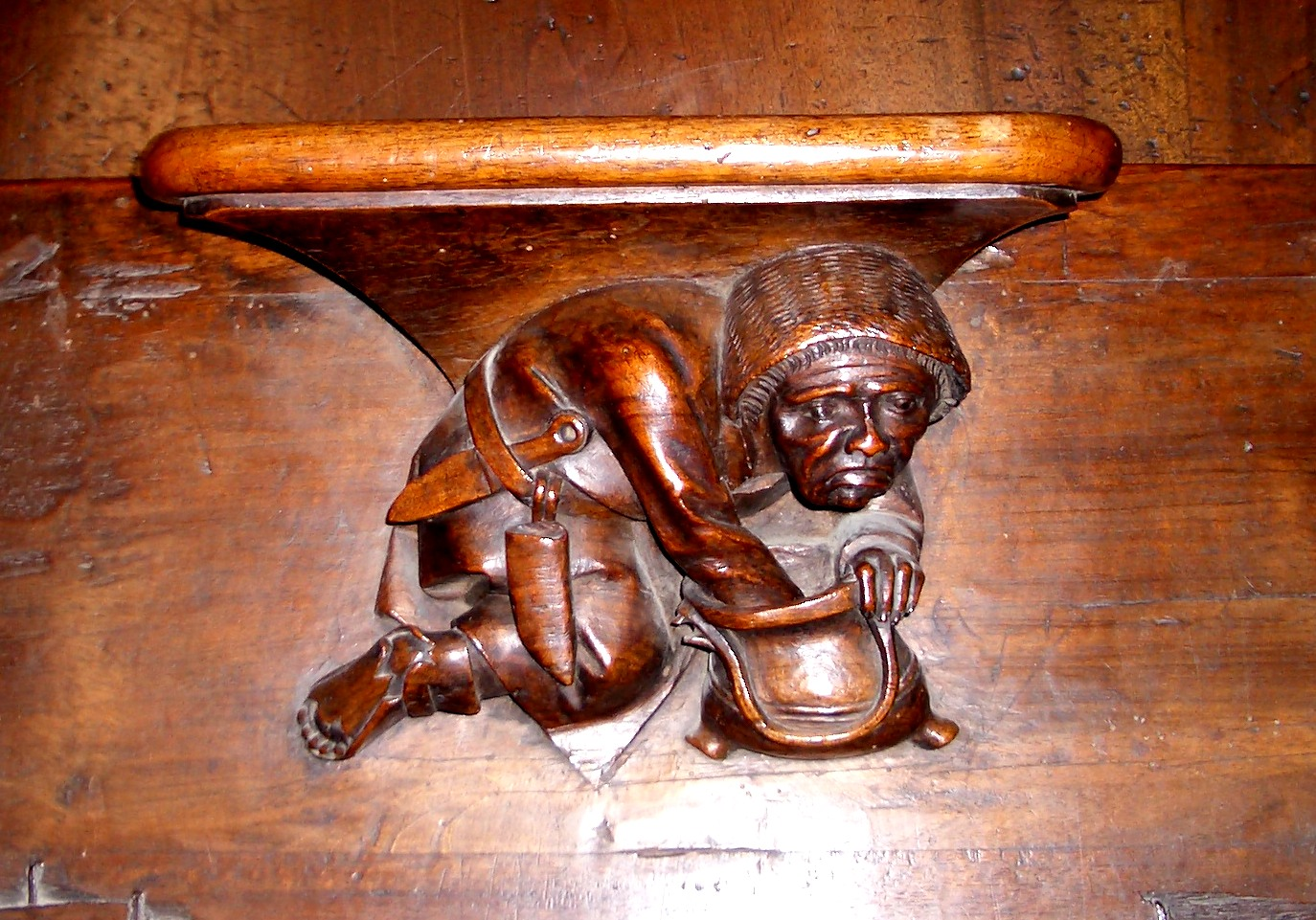
Detalle del tallado: una “misericordia” de forma humana.

- Los asientos tallados en madera y colocados a los dos lados del coro fueron realizados hacia el año 1487, en estilo gótico llamado flamboyant. Se trata de un trabajo de escultura en madera realizado por un maestro anónimo de cultura suizo-renana. Los 25 asientos contienen representaciones de figuras de santos y de profetas alternadas así como también figuras zoomorfas que simbolizan a las fuerzas oscuras del mundo.
- En el Tesoro, hay ornamentos, misales y orfebrerías sagradas de arte franco-valdostano. Entre ellos se puede mencionar el Misal de Georges de Challant, datado hacia fines del siglo XV y una estatuilla en alabastro que representa un clérigo, realizada entre 1420 y 1422 por Étienne Mossettaz.

### El claustro
El claustro es una parte de un complejo monástico agustiniano, que se estableció en la ciudad en el siglo XII, junto a las murallas, en contacto con la antigua Vía Francígena, la arteria principal de paso para los peregrinos que se dirigían a los grandes templos de la cristiandad. La estructura, con sus arcos de medio punto, sus elegantes columnas y sobre todo los capiteles historiados, constituye un ejemplo de arte románico lombardo-catalano-provenzal comparable solo al de Monreale.
Rehecho en el siglo XV, conserva 37 de los 52 capiteles originales en mármol blanco que se apoyan en columnas de mármol oscuro proveniente de Aymavilles, muy usado durante la época imperial romana para cubrir monumentos. A los capiteles, para impermeabilizarlos, se les aplicó un compuesto transparente mezclado con cenizas, que al oxidarse con el tiempo las ha oscurecido. Los capiteles muestran escenas del Antiguo Testamento, de la vida de Jesús y de los apóstoles, así como episodios de la vida de san Orso, unidos a temas moralizantes tomados de la cultura pagana como algunas fábulas de Esopo.